# ラリー・キング

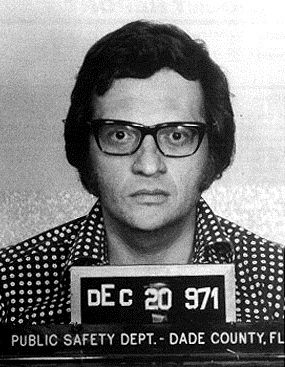
マグショット（１９７１年）

ラリー・キング（Larry King、本名：Lawrence Harvey Zeiger、1933年11月19日 - 2021年1月23日）は、アメリカ合衆国のブロードキャスター。世界で最も有名な放送人のひとりである。
CNNの看板トーク番組『ラリー・キング・ライブ』（Larry King Live）の番組ホストとして知られる。テレビ・ラジオの番組ホスト以外にもコラムニスト・俳優としても活躍している。
大きめの縁眼鏡・いかり肩・捲り上げた袖・サスペンダーがトレードマークで、アメリカ放送人随一とも言われる巧みな話術によりトークの帝王、マイクの名匠などの異名を持つ。

## 経歴

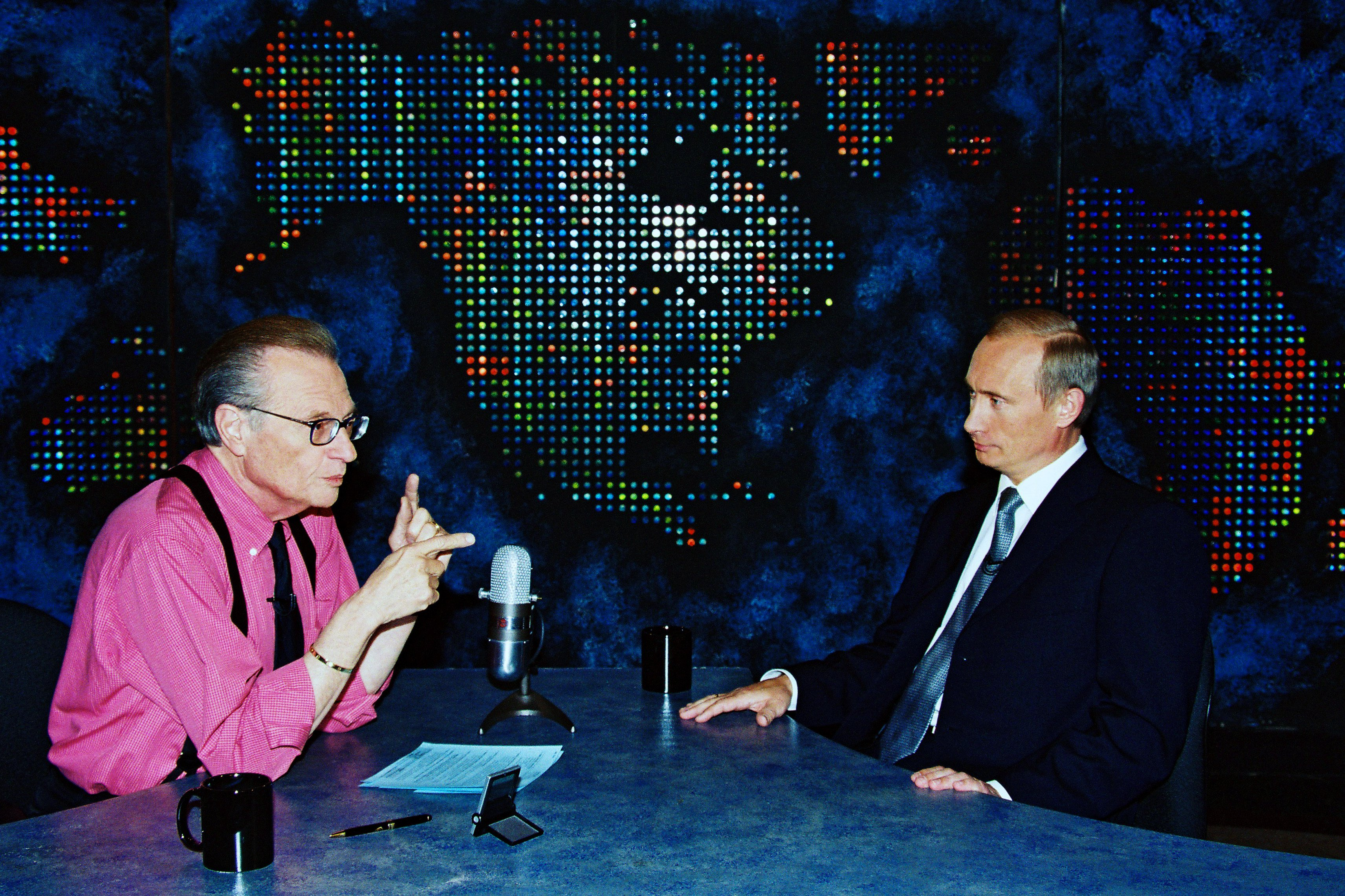
プーチンロシア大統領（右・当時）にインタビューするラリー・キング（2000年9月）

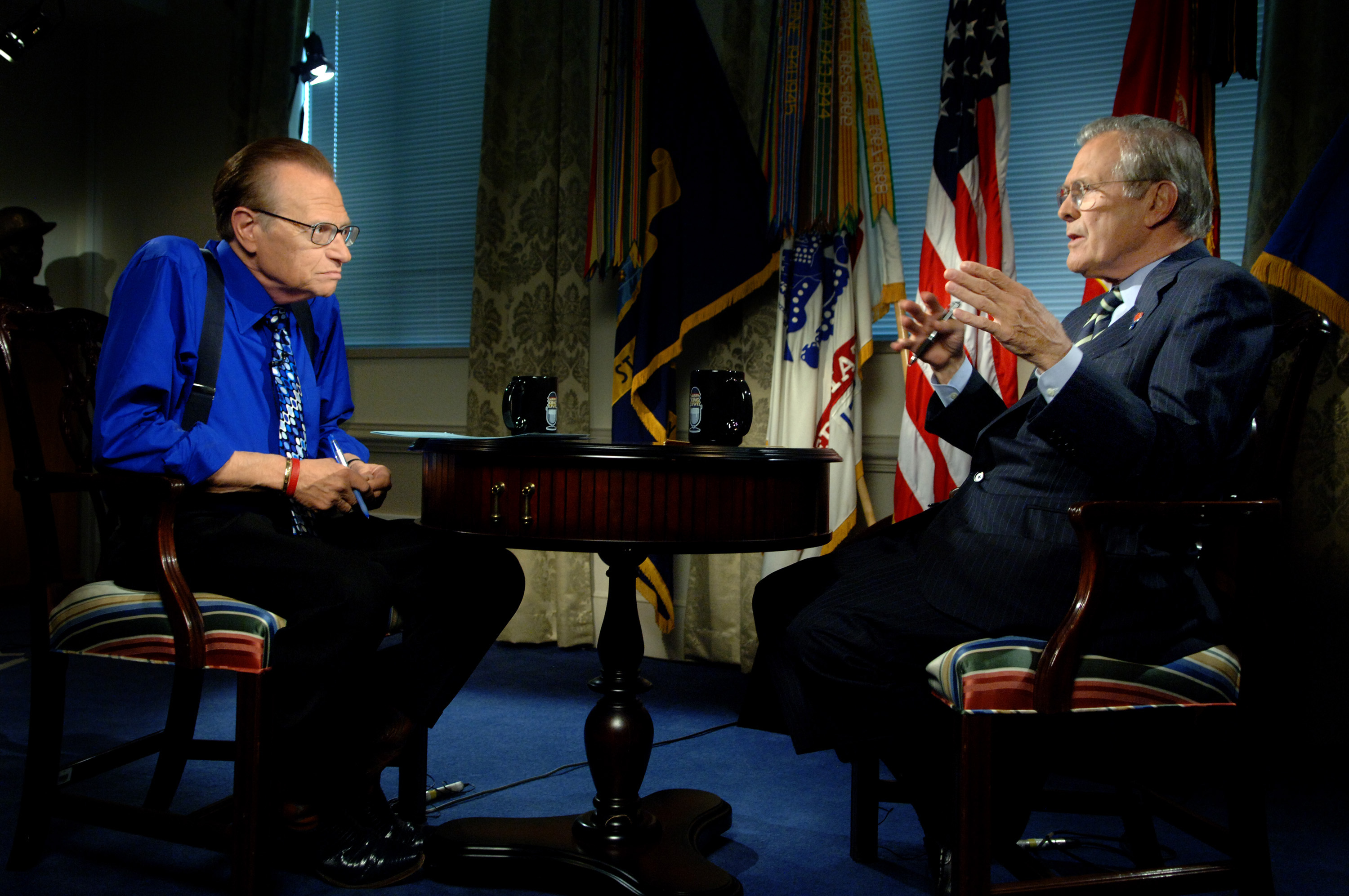
ラムズフェルド国防長官（右・当時）にインタビューするラリー・キング（2006年5月）

リトアニア生まれの母親とウクライナ生まれの父親との間にニューヨーク州ブルックリンに生まれる。両親ともに、正統派ユダヤ教徒である。
22歳の時に、ラジオ局の働き口を求めてフロリダ州へ移り、マイアミの小さなラジオ局WAHR（現・ WMBM）に就職した。当初は雑用係として雇われていたが、アナウンサーに欠員が発生したため、1957年5月1日に初めて番組のディスクジョッキーを務めた。その後、同局のゼネラルマネージャーであったマーシャル・シモンズ（当時）から「本名のスペルが間違えやすく、名前の響きもエスニックすぎて覚えにくい」と指摘された。初日のラジオショーの開始時間の5分前にかかわらず、名前が決まらず悪戦苦闘して、近くにあった雑誌やチラシを見ていたら、マイアミ・ヘラルドに折り込まれた「King's Wholesale Liquor」というチラシが目についた事をきっかけに、芸名をラリー・キングに改名した。
ニュース専門AMラジオ局WIODで、マイアミ・ビーチのレストランを舞台にしたインタビュー番組を開始。来店客などにインタビューしていたが、番組開始から2日後、コンサートを終えてレストランに来店した当時のアイドルスターであったボビー・ダーリンへのインタビューが、初のセレブリティへのインタビューとなった。
マイアミのラジオ番組は評判となり、1960年にABCネットワーク傘下、フォートローダーデールの地元テレビ局WPLG（Channel 10）で討論番組『マイアミ・アンダーカバー』のホストを務め、今日の礎を築いた。ところが、金融取引に関係した不祥事で1971年12月20日に逮捕され、3年間放送の世界から遠ざかっている。この間、ルイジアナ州のレース場でPRディレクターを務めたり、「Esquire」誌にスポーツ記事を書く等の仕事をしている。
その後、WIODに再雇用されてラジオ界に復帰。1978年からは共同放送システム（MBS）にて全米ネットで放送された夜のトークショー番組『ラリー・キング・ショー』を担当し、全米規模で知られる存在になった。1994年まで続いたこの番組の成功により、1985年6月からCNNの『ラリー・キング・ライブ』に出演するようになるが、大量の喫煙が原因で1987年2月27日に心臓発作を起こし生死の境をさまよう。心臓のバイパス手術によって一命は取り留めたが、この時の教訓から禁煙活動や心臓病克服の活動に尽力している。
1997年5月に放送業界40周年を迎え、ハリウッド・ウォーク・オブ・フェームに名を刻んだ。2007年5月には、放送業界50周年を記念しCNNが組んだ三つの特番において、ジョージ・H・W・ブッシュやコンドリーザ・ライス、バリー・ボンズ、セリーヌ・ディオン、ジョン・ボン・ジョヴィ等の著名人が祝辞を寄せた。
2010年6月29日、『ラリー・キング・ライブ』が年内に終了することを発表。12月16日、25年続いた番組の歴史にピリオドを打った。家族とより多くの時間を過ごすため終了を決意したという。今後もCNNで、特別番組などの司会活動は継続する予定である。
2017年には肺の悪性腫瘍を摘出する手術を受けた。
2019年3月に脳卒中を起こし、数週間昏睡状態に陥った。その直後には「こんな風に生きたくなかった」と自殺を考えたことを、後日明らかにした。4月23日に胸の痛みを訴え、血管形成術を受けた。
2021年1月1日、新型コロナウイルスに感染し、ロサンゼルス市内の病院に10日間入院していることが明かされた。同月23日、死去した。87歳没。

## 家族
キングは8度結婚（妻は7人だがエイリーン・エイキンズとは2度結婚している）しており、5人の子供と9人の孫と4人のひ孫がいた。なお、5人の子供のうち2人、アンディとチャイアは2020年にキング自身がCOVID-19の合併症で亡くなる数か月前に亡くなった。
2020年8月23日、 息子のアンディを7月28日に心臓麻痺で、娘のチャイアを8月20日に肺がんで亡くしたことを、自身のインスタグラムで発表している。

## 出演作品
俳優として出演した主な作品。ただし、カメオ出演のようなものが多い。

### 映画
| 公開年 | 邦題 原題                                          | 役名     | 備考 | 吹き替え                                      |
| ------ | -------------------------------------------------- | -------- | ---- | --------------------------------------------- |
| 1984   | ゴーストバスターズ Ghost Busters                   | 本人     |      | 石波義人（ソフト版） 秋元羊介（フジテレビ版） |
| 1993   | デーヴ Dave                                        | 本人     |      | 古田信幸（ソフト版）                          |
| 1997   | ジャッカル The Jackal                              | 本人     |      | 伊藤和晃（ソフト版） 千田光男（テレビ朝日版） |
| 1997   | マッド・シティ Mad City                            | ラリー   |      | 伊藤和晃（ソフト版）                          |
| 1998   | エネミー・オブ・アメリカ Enemy of the State        | 本人     |      | 渡部猛（ソフト版） 糸博（フジテレビ版）       |
| 1998   | ブルワース Bulworth                                | 本人     |      | 宝亀克寿                                      |
| 2000   | キッド The Kid                                     | 本人     |      | 石森達幸                                      |
| 2001   | アメリカン・スウィートハート America's Sweethearts | 本人     |      | 江角英明                                      |
| 2002   | ジョンQ -最後の決断- John Q                        | 本人     |      |                                               |
| 2004   | シュレック2 Shrek 2                                | 声の出演 |      |                                               |
| 2004   | ステップフォード・ワイフ The Stepford Wives        |          |      |                                               |
| 2007   | シュレック3 Shrek The Third                        | 声の出演 |      |                                               |
| 2010   | アイアンマン2 Iron Man 2                           |          |      |                                               |

### テレビ
| 公開年     | 邦題 原題                                                                                               | 役名 | 備考 | 吹き替え |
| ---------- | --- | ---- | ---- | -------- |
| 1991、1994 | ザ・シンプソンズ The Simpsons                                                                           |      |      |          |
| 1997       | スピン・シティ Spin City                                                                                |      |      |          |
| 2002       | ザ・プラクティス ボストン弁護士ファイル The Practice                                                    |      |      |          |
| 2005       | ボストン・リーガル Boston Legal                                                                         |      |      |          |
| 2005       | LAW & ORDER:陪審評決 Law & Order:Trial by Jury                                                          |      |      |          |
| 2006       | LAW & ORDER:クリミナル・インテント Law & Order:Criminal Intent                                          |      |      |          |
| 2007       | クローザー The Closer                                                                                   |      |      |          |
| 2009       | 30 ROCK/サーティー・ロック 30 Rock                                                                      |      |      |          |
| 2013       | 大統領とバカ息子 1600 Penn                                                                              |      |      |          |
| 2016       | アメリカン・クライム・ストーリー/O・J・シンプソン事件 The People v. O. J. Simpson: American Crime Story | 本人 |      |          |

## 著書（翻訳されたもの）
- ブルックリンの先はどこもトウキョウ（白水社、1994年10月）
- CNNラリー・キングの話し上手のコツ（東急エージェンシー出版部、1995年11月）